# Les Viles (Rupit i Pruit)
Les Viles és un mas a mig camí dels nuclis de Rupit i Cantonigròs (Osona).

## Arquitectura
Masia de planta rectangular coberta a dos vessants, amb el carener a la façana de tramuntana, que té un portal adovellat datat el 1773 i li fa espona un pujador de cavalls. Les finestres del primer pis daten de 1769, la central conserva l'antiga espiera. A la part de llevant la planta baixa és porxada, els arcs són de mig punt i a través d'ells s'accedeix a un portal rectangular que condueix a la casa. Les dues finestres centrals del primer pis són d'arc deprimit o convex. Al segon pis, al centre, s'hi obre una gran arcada d'arc de mig punt. A ponent hi ha l'horta i un antic aqüeducte. És construïda amb pedra sense polir i els elements de ressalt estan fets de pedra picada.
La masoveria de llevant és de planta rectangular, coberta a dos vessants, amb el carener perpendicular a la façana de tramuntana, que es troba a llevant. Té un portal d'arc còncau i està situat a l'extrem dret; al primer pis presenta tres finestres amb espieres. A migdia hi ha un portal rectangular amb una finestra motllurada al primer pis. A la part de tramuntana hi ha poques obertures, a la planta baixa hi ha restes d'antics portals triangulars. És construïda en pedra sense polir, llevat de les obertures que són en pedra picada. És l'única casa de les Viles que manté les funcions de masoveria.
La Masoveria de ponent és de planta rectangular i està adossada a la masoveria de llevant. Està assentada sobre el desnivell del terreny. És coberta a dos vessants, per la banda de migdia forma només un ràfec mentre que a tramuntana s'estén molt més cobrint tota l'edificació. Presenta un portal a la banda de ponent el qual és d'arc rebaixat i format per petites dovelles, al damunt s'hi obre una galeria amb baranes de fusta que es repeteix a la banda de migdia. A tramuntana presenta alguns portals tapiats amb un sobrearc que indica diverses etapes constructives. És construïda en lleves de pedra, fusta i els carreus del portal i alguna obertura carejada. És un habitatge temporal.

## Història
Les Viles estaven primitivament formades per la masia de Vilademunt i la de Viladevall; la primera documentació data dels segle xiii i segle IX respectivament. Els propietaris conserven documents des del segle xiii. Arribà a tenir nou masoveries. El llinatge de les Viles unificades seguí sense interrupció d'hereu a hereu fins al 1860, moment en què la pubilla va contraure matrimoni amb Marià Bojons de Salai de Tortadès, a la mort del qual la vídua es casà amb Joan Fatjó i Borrell. Així es va perdre temporalment el cognom del llinatge fins que l'any 1949, amb motiu del centenari de Balmes, que va morir a la casa Bojons de Vic, el general Franco s'instal·là en aquesta casa i concedí el privilegi de que la família Fatjó pogués ostentar el nom compost de Viles-Fatjó. L'hereu actual viu a la casa i continua les feines de pagès.
Es troba dins la demarcació de l'antiga parròquia de Sant Llorenç Dosmunts, que fou independent fins al segle xv i després sufragània de Sant Andreu de Pruit. Els propietaris de les Viles foren patrons de l'església.